# Аккрингтон Стэнли
«А́ккрингтон Стэ́нли» (полное название — Футбольный клуб «Аккрингтон Стэнли»; англ. Accrington Stanley Football Club, английское произношение: [ˈækrɪŋtən 'stænlɪ 'futbɔ:l klʌb]) — английский профессиональный футбольный клуб из одноимённого города в графстве Ланкашир.
Клуб был основан в 1968 году, спустя два года после расформирования одноимённой команды, существовавшей с 1891 года.
Домашние матчи проводит на стадионе «Краун Граунд», вмещающем более пяти тысяч зрителей.
Выступает в Лиге 2, четвёртом по значимости дивизионе в системе футбольных лиг Англии.

## История
Под названием «Аккрингтон Стэнли» история знает две команды. Первая из них существовала с 1891 года по 1966 год. Первые два года клуб назывался «Стэнли Вилла», так как базировался на Стэнли стрит в Аккрингтоне. Название города было добавлено после того, как в 1893 году своё существование прекратил более известный на тот момент клуб «Аккрингтон», в 1888 году ставший одним из двенадцати «отцов-основателей» Футбольной Лиги. С 1921 по 1962 годы клуб выступал в Третьем Дивизионе.
Вторая команда была создана в 1968 году и существует по сей день.
В 2011 году «Аккрингтон Стэнли» едва не получил повышение в классе, проиграв в плей-офф клубу «Стивенидж».
В сезоне 2017/2018 «Аккрингтон Стэнли» занял первое место в Лиге 2 и впервые в своей истории перешёл в Лигу 1.

## Болельщики

### Противостояния
Для болельщиков команды принципиальнейшими соперниками являются клубы-земляки из Ланкашира Моркам, Рочдейл и Бери, а также Блэкберн Роверс и Бернли.

## Достижения
- Вторая лига:
  - Победитель: 2017/18
- Национальная Конференция:
  - Победитель: 2005/06
- Северная Премьер-лига:
  - Победитель: 2002/03
- Первый дивизион Северной Премьер-лиги:
  - Победитель: 1999/00
- Кубок Северной Премьер-лиги
  - Победитель: 2001/02
- Суперкубок Северной Премьер-лиги:
  - Победитель: 2002/03
- Первый дивизион Лиги Северо-западных графств:
  - Призёр: 1986/87
- Второй дивизион Лиги Чешира:
  - Победитель: 1980/81
  - Призёр: 1979/80
- Комбинация Ланкашира:
  - Победитель (2): 1973/74, 1977/78
  - Призёр (2): 1971/72, 1975/76
- Кубок Комбинации Ланкашира:
  - Победитель (4): 1971/72, 1972/73, 1973/74, 1976/77
- Кубок лиги Комбинации Ланкашира:
  - Победитель: 1971/72

## Интересные факты
- Название «Аккрингтон Стэнли» для англичан фактически является нарицательным, символизирующим решительную, но безуспешную борьбу. Связано это с тем, что в течение тридцати с лишним лет эта команда старалась попасть в Футбольную лигу, но никак не могла этого сделать. Долгожданное «возвращение» возрождённого «Аккрингтон Стэнли» в число профессиональных клубов состоялось лишь после победы над «Уокингом» 15 апреля 2006 года со счётом 1:0, которая обеспечила ланкаширцам победу в Национальной конференции и выход во Вторую лигу[источник не указан 2058 дней].
- В 1980-е годы на английском телевидении появился рекламный ролик, в которой упоминались этот полупрофессиональный, но уже довольно известный клуб и футболист «Ливерпуля» Иан Раш[3].
- Джон Андерсон из группы «Yes» является поклонником клуба[источник не указан 3523 дня].
- 13 февраля 2012 года знаменитый тренер сэр Алекс Фергюсон стал 500-м акционером клуба[4].